# Walter Lewis (Ruderer)
Walter Aiken Todd Lewis (* 17. Juli 1885 in Orangeville; † 29. Mai 1956 in Québec) war ein kanadischer Ruderer.

## Karriere
Lewis begann seine Ruderkarriere 1906 mit einem Sieg im Junioren-Achter bei der Royal Canadian Henley Regatta. Zwei Jahre später nahm er an den Olympischen Spielen in London teil und gewann mit dem Achter des Argonaut Rowing Club die Bronzemedaille.
Zu Beginn des Ersten Weltkriegs trat er der britischen Infanterie bei und stieg bis zum Rang eines Lieutenant auf. Für seine Verdienste wurde ihm später das Military Cross verliehen.